# Il trovatore
Il trovatore è un'opera di Giuseppe Verdi rappresentata in prima assoluta il 19 gennaio 1853 al Teatro Apollo di Roma. Assieme a Rigoletto e La traviata fa parte della cosiddetta trilogia popolare.

## Storia
Il libretto, in quattro parti e otto quadri, fu tratto dal dramma El Trovador di Antonio García Gutiérrez. Fu Verdi stesso ad avere l'idea di ricavare un'opera dal dramma di Gutiérrez commissionando a Salvadore Cammarano la riduzione librettistica. Il poeta napoletano morì improvvisamente nel 1852, appena terminato il libretto, e Verdi, che desiderava alcune aggiunte e piccole modifiche, si trovò costretto a chiedere l'intervento di un collega del compianto Cammarano, Leone Emanuele Bardare. Questi, che operò su precise direttive dell'operista, mutò il metro della canzone di Azucena (da settenari a doppi quinari) e aggiunse il cantabile di Luna (Il balen del suo sorriso - II.3) e quello di Leonora (D'amor sull'ali rosee - IV.1). Lo stesso Verdi, inoltre, intervenne personalmente sui versi finali dell'opera, abbreviandoli.
La prima rappresentazione fu un grande successo: come scrive Julian Budden, «Con nessun'altra delle sue opere, neppure con il 'Nabucco', Verdi toccò così rapidamente il cuore del suo pubblico».

## Ruoli
Interpreti di quel fortunatissimo esordio furono:

| Personaggio                           | Interprete                                            | Registro vocale |
| ------------------------------------- | ----------------------------------------------------- | --------------- |
| Il Conte di Luna                      | Giovanni Guicciardi                                   | baritono        |
| Leonora                               | Rosina Penco                                          | soprano         |
| Azucena                               | Emilia Goggi                                          | mezzosoprano    |
| Manrico                               | Carlo Baucardé                                        | tenore          |
| Ferrando                              | Arcangelo Balderi                                     | basso           |
| Ines                                  | Francesca Quadri                                      | soprano         |
| Ruiz                                  | Giuseppe Bazzoli                                      | tenore          |
| Vecchio zingaro                       | Raffaele Marconi                                      | basso           |
| Messo                                 | Luigi Fani                                            | tenore          |
| Scene                                 | Luigi Bazzani Alessandro Prampolini Antonio Fornari   |                 |
| Direttore di scena                    | Giuseppe Cencetti                                     |                 |
| Maestro del coro                      | Pietro Dolfi                                          |                 |
| Maestro al cembalo                    | Giuseppe Verdi (per tre recite), poi Eugenio Terziani |                 |
| Primo violino e direttore d'orchestra | Emilio Angelini                                       |                 |

## Trama
(Manrico, atto I, scena III)

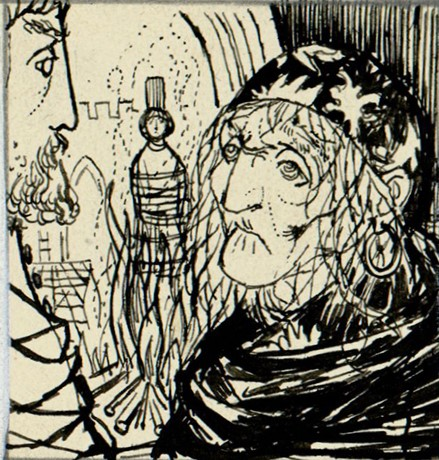
Disegno per copertina di libretto, disegno per Il trovatore (1956). Archivio Storico Ricordi

Essendo l'intreccio piuttosto articolato, è comodo anzitutto esporre brevemente la fabula della narrazione. Una giovane gitana, figlia di una donna fatta ardere sul rogo dal conte di Luna con l'accusa di aver stregato il figlio di lui, per vendetta rapisce uno dei due figli del conte, Manrico, e lo vuole gettare sul rogo della madre. In preda al delirio, però, brucia vivo il proprio  figlio che era lì con lei, salvando Manrico, che d'ora in poi ella crescerà come se fosse figlio suo. Anni dopo, la vicenda si articola intorno a Leonora, dama di compagnia della principessa d'Aragona, la quale è innamorata di Manrico, divenuto trovatore,  che pure la ama. Anche il nuovo conte di Luna, però, è innamorato di Leonora, che lo respinge: la trama verte quindi intorno al conflitto tra i due uomini:  solo alla fine, quando Manrico verrà fatto decapitare dal conte e Leonora si sarà suicidata, il conte scoprirà che erano fratelli. 
I luoghi sono la Biscaglia e l'Aragona, il tempo l'inizio del XV secolo.

### Parte I -Il duello
La scena si apre nel castello dell'Aljafería di Saragozza. Il Conte di Luna ama Leonora (dama di corte della regina), ma non è corrisposto. Ogni notte monta la guardia davanti alla sua porta nel tentativo di vederla. Mentre egli si strugge di questo amore, Ferrando, capitano delle sue guardie, racconta agli armigeri e ai servi la storia del fratello minore del Conte: il bambino fu rapito anni prima da una gitana per vendicare la madre, giustiziata dal precedente Conte con l'accusa di praticare la stregoneria; la zingara (Abbietta zingara) aveva poi gettato il bambino nella stessa pira ov'era morta la madre, il cui fantasma infesta ora il castello. Per questo infanticidio i soldati si infiammano e invocano la morte dell'assassina. Nel frattempo Leonora confida a Inés, sua ancella, di essere innamorata di un misterioso Trovatore del quale non conosce nemmeno il nome, che ogni notte viene a cantarle una serenata col suo liuto (Tacea la notte placida), Leonora racconta come si siano conosciuti ad un torneo, il trovatore però era poi dovuto fuggire, essendo seguace del conte di Urgel, nemico del conte di Luna. Il conte di Luna frattanto si è deciso ad incontrare Leonora per dichiararle il suo amore, ma ode la voce del suo rivale che intona un canto dedicato alla sua amata (Deserto sulla terra). Leonora esce e, confusa dall'oscurità, scambia il conte di Luna per il suo amato e l'abbraccia. Il Trovatore sorprende i due in quella posa e crede di essere stato tradito, ma Leonora gli giura il suo amore; ciò scatena l'ira del conte, che sfida a duello il rivale e lo costringe a rivelarsi: il suo nome è Manrico, seguace del ribelle conte di Urgell. Leonora cade in terra priva di sensi, mentre i due uomini si allontanano per duellare.

### Parte II -La gitana
Ai piedi di un monte, in un accampamento, alcuni nomadi dediti alle loro attività rallegrano il loro lavoro con canti, balli e brindisi (coro: Vedi le fosche notturne spoglie). Nell'allegria generale irrompe una voce addolorata: svegliatasi dal suo incubo ricorrente, Azucena, madre di Manrico, intona un canto che narra di una donna trascinata al rogo (Stride la vampa)
Rimasta sola col figlio, gli racconta come molti anni prima vide morire sul rogo la madre accusata di stregoneria dal vecchio conte di Luna (Condotta ell'era in ceppi). Le ultime parole della madre erano state una supplica di vendetta, così ella aveva rapito il figlio del conte ancora in fasce e, accecata dalla disperazione, aveva deciso di gettarlo nel fuoco; tuttavia, inorridita dalla visione della madre morta, aveva confuso il proprio figlio col bambino che aveva rapito e lo aveva gettato nel rogo al suo posto.
Manrico teme così di non essere il vero figlio di Azucena e le chiede di conoscere la propria identità, ma la donna si rimangia tutto ciò che ha appena raccontato dicendo di averlo solo visto nell'incubo appena concluso, e gli ricorda di averlo sempre protetto e curato proprio come quando andò a cercarlo dopo una battaglia sui campi di Pelilla, a seguito della quale venne creduto morto, e riuscì a soccorrerlo e risanarlo.
Manrico racconta come il conte di Luna lo avesse assalito ferocemente in battaglia, mostrandosi profondamente ingrato nei suoi confronti. Manrico infatti confida alla madre di essere stato sul punto di uccidere il conte nel duello precedente, ma di averlo risparmiato dopo aver udito una voce dal cielo che gli aveva ordinato di non farlo (Mal reggendo all'aspro assalto). Azucena dunque lo esorta a compiere a vendetta e uccidere il conte alla prossima occasione utile.
Nel frattempo, Manrico è ancora creduto morto e Leonora, pur di non sposare altri, decide di entrare in un convento. Alla cerimonia di ordinazione irrompe però il conte con i suoi seguaci per rapirla e finalmente sposarla, ma immediatamente fa la sua comparsa Manrico, il quale tra lo stupore generale porta in salvo Leonora con l'aiuto dei suoi.

### Parte III - Il figlio della zingara
Le truppe dei soldati del conte di Luna sono accampati nei pressi della fortezza di Castellor, dov'è asserragliato Manrico, in attesa di sferrare un attacco per conquistarla. Viene catturata una vecchia gitana che si aggirava furtiva per l'accampamento e viene condotta dal conte di Luna, in quanto creduta una spia: in realtà è Azucena, che si aggira in quei territori alla ricerca del figlio, che l'aveva abbandonata per correre da Leonora. Viene in poco tempo riconosciuta da Ferrando come colei che aveva rapito e ucciso il fratello del conte. Infine con un'esclamazione si tradisce, rivelando di essere anche la madre di Manrico. Il conte esulta: uccidendo la donna otterrà doppia vendetta, una per il fratello ucciso e l'altra su Manrico che gli ha rubato l'amore di Leonora.
Intanto, all'interno del castello, Manrico e Leonora stanno per sposarsi in segreto e si giurano eterno amore. In quel momento, prima della cerimonia, Ruiz sopraggiunge ad annunciare che Azucena è stata catturata e di lì a poco sarà arsa viva come strega. Manrico si precipita in soccorso della madre cantando la celebre cabaletta Di quella pira.

### Parte IV -Il supplizio
Il tentativo di liberare Azucena fallisce e Manrico viene imprigionato nel castello dell'Aljafería: madre e figlio saranno giustiziati all'alba. Nell'oscurità, Ruiz conduce Leonora alla torre dove Manrico è prigioniero (Timor di me?... D'amor sull'ali rosee). Leonora implora il conte di lasciare libero Manrico: in cambio è disposta a diventare sua sposa (Mira, d'acerbe lagrime). In realtà non ha alcuna intenzione di farlo: ha già deciso che si avvelenerà prima di concedersi. Il conte accetta e Leonora chiede di poter dare lei stessa a Manrico la notizia della liberazione, ma prima di entrare nella torre, beve di nascosto il veleno da un anello. Intanto, Manrico e Azucena condividono una cella in attesa della loro esecuzione. Manrico cerca di calmare la madre, terrorizzata dal dover subire lo stesso supplizio di sua madre (Ai nostri monti ritorneremo). Alla fine, la donna si addormenta sfinita. Giunge Leonora ad annunciare la libertà a Manrico e a implorarlo di mettersi in salvo, ma quando egli scopre che lei non lo seguirà, si rifiuta di fuggire, convinto che per ottenere la sua libertà Leonora l'abbia tradito; ma lei, nell'agonia della morte, gli confessa di essersi avvelenata per restargli fedele (Prima che d'altri vivere). Il conte, entrato a sua volta nella prigione, ascolta di nascosto la conversazione e capisce d'esser stato ingannato da Leonora, che muore fra le braccia di Manrico. Il conte ordina allora di giustiziare il trovatore: quando Azucena rinviene, egli le indica Manrico morente, ma pur nella disperazione la donna trova la forza di rivelare al conte la tragica verità: «Egli era tuo fratello»: il conte, sconvolto per aver ammazzato di sua mano il fratello, esclama «E vivo ancor!», mentre Azucena può finalmente gridare: «Sei vendicata, o madre!».

## Trasposizioni cinematografiche
| Anno | Titolo       | Regia            | Paese di produzione   |
| ---- | ------------ | ---------------- | --------------------- |
| 1914 | Il trovatore | Charles Simone   | Stati Uniti d'America |
| 1922 | Il trovatore | Edwin J. Collins | Regno Unito           |
| 1949 | Il trovatore | Carmine Gallone  | Italia                |
| 1972 | Le trouvère  | Pierre Jourdan   | Francia               |

## Struttura dell'opera

### Parte I
- 1 Introduzione
  - Coro All'erta, all'erta! (Ferrando, Familiari, Armigeri) (Allegro assai sostenuto in Mi maggiore) Scena I
  - Racconto Di due figli vivea padre beato (Ferrando, Coro) (Andante mosso in Si maggiore - Allegretto in mi minore) Scena I
  - Seguito e stretta dell'Introduzione E il padre? (Coro, Ferrando) (Andante in mi minore - Allegro assai agitato in la minore) Scena I
- 2 Cavatina di Leonora
  - Scena Che più t'arresti?... (Ines, Leonora) (Andante mosso in Mi bemolle maggiore) Scena II
  - Cavatina Tacea la notte placida (Leonora) (Andantino in La bemolle maggiore) Scena II
  - Tempo di mezzo Quanto narrasti di turbamento (Ines, Leonora) (Allegro vivo in la minore) Scena II
  - Cabaletta Di tale amor, che dirsi (Leonora, Ines) (Allegro giusto in La bemolle maggiore) Scena II
- 3 Scena, Romanza di Manrico e Terzetto
  - Scena Tace la notte! (Conte) (Andante in Do maggiore) Scena III
  - Romanza Deserto sulla terra (Manrico) (Andante in Mi bemolle maggiore) Scena III
  - Scena Oh detti!... oh gelosia!... (Conte, Leonora, Manrico) (Allegro in Do maggiore) Scena III-IV
  - Terzetto Qual voce!... Ah, dalle tenebre (Leonora, Conte, Manrico) (Allegro agitato in mi minore - Allegro assai mosso in Re bemolle maggiore) Scena V

### Parte II
- 4 Coro e Canzone d'Azucena
  - Coro Vedi! le fosche notturne spoglie (Zingari) (Allegro in mi minore - Do maggiore) Scena I
  - Canzone Stride la vampa! (Azucena) (Allegretto in mi minore) Scena I
  - Scena Mesta è la tua canzon! (Zingari, Azucena, Manrico) (Assai moderato in mi minore)  Scena I
  - Coro Chi del gitano i giorni abbella? (Zingari) (Allegro in Do maggiore) Scena I
- 5 Racconto d'Azucena
  - Scena Soli or siamo (Manrico, Azucena) (Recitativo in Do maggiore) Scena I
  - Racconto Condotta ell'era in ceppi (Azucena, Manrico) (Andante mosso in la minore) Scena I
- 6 Scena e Duetto di Azucena e Manrico
  - Scena Non son tuo figlio?... (Manrico, Azucena) (Allegro in la minore) Scena I
  - Duetto Mal reggendo all'aspro assalto (Manrico, Azucena) (Allegro in Do maggiore) Scena I
  - Tempo di mezzo L'usato messo Ruiz m'invia! (Manrico, Azucena) (Allegro in Do maggiore) Scena I-II
  - Cabaletta Perigliarti ancor languente (Azucena, Manrico) (Velocissimo in sol minore - Sol maggiore) Scena II
- 7 Aria del Conte
  - Recitativo Tutto è deserto (Conte, Ferrando) (Andante mosso in Fa maggiore) Scena III
  - Aria Il balen del suo sorriso (Conte) (Largo in Si bemolle maggiore) Scena III
  - Tempo di mezzo Qual suono!... oh ciel... (Conte, Ferrando) (Allegro assai mosso in fa minore - La bemolle maggiore) Scena III
  - Cabaletta Per me, ora fatale (Conte) (Un poco meno in Re bemolle maggiore) Scena III
- 8 Finale II
  - Coro Ah!... se l'error t'ingombra (Coro di religiose) (Andante in Mi bemolle maggiore) Scena III
  - Seguito del Finale II Perché piangete? (Leonora, Donne, Conte) (Andante in Mi bemolle maggiore) Scena IV
  - Concertato E deggio... e posso crederlo? (Leonora, Conte, Manrico, Donne, Ferrando, Seguaci) (Andante mosso in La bemolle maggiore) Scena IV
  - Stretta del Finale II Urgel viva! (Ruiz, Manrico, Conte, Leonora, Ferrando, Armati, Seguaci) (Allegro vivo - Andante mosso in La bemolle maggiore) Scena V

### Parte III
- 9 Coro
  - Coro Or co' dadi, ma fra poco (Armigeri, Ferrando) (Allegro in Do maggiore - Allegro moderato maestoso in Fa maggiore) Scena I
- 10 Scena e Terzetto
  - Scena In braccio al mio rival! (Conte, Ferrando, Azucena, Coro) (Recitativo in re minore) Scena II-III-IV
  - Terzetto Giorni poveri vivea (Azucena, Ferrando, Conte, Coro) (Andante mosso in mi minore - Allegro in Fa maggiore) Scena IV
- 11 Aria di Manrico
  - Scena Quale d'armi fragor poc'anzi intesi? (Leonora, Manrico) (Allegro assai vivo in do minore) Scena V-VI
  - Aria Ah! sì, ben mio, coll'essere (Manrico) (Adagio in fa minore) Scena VI
  - Tempo di mezzo L'onda de' suoni mistici (Leonora, Manrico, Ruiz) (Allegro in Fa maggiore) Scena VI
  - Cabaletta Di quella pira l'orrendo foco (Manrico, Leonora, Ruiz, Armati) (Allegro in Do maggiore) Scena VI

### Parte IV
- 12 Scena e Aria di Leonora
  - Scena Siam giunti; ecco la torre (Ruiz, Leonora) (Adagio in fa minore) Scena I
  - Aria D'amor sull'ali rosee (Leonora) (Adagio in fa minore) Scena I
  - Miserere Miserere d'un'alma già vicina (Voci interne, Leonora, Manrico) (Andante assai sostenuto in la bemolle minore) Scena I
  - Cabaletta Tu vedrai che amore in terra (Leonora) (Allegro agitato in Fa maggiore) Scena I
- 13 Scena e Duetto del Conte e Leonora
  - Scena Udite? Come albeggi (Conte, Leonora) (Recitativo in Fa maggiore) Scena II
  - Duetto Mira, di acerbe lagrime (Leonora, Conte) (Andante mosso in La bemolle maggiore) Scena II
  - Tempo di mezzo Conte... - Né cessi? (Leonora, Conte) (Allegro assai vivo in la bemolle minore) Scena II
  - Stretta del duetto Vivrà!... contende il giubilo (Leonora, Conte) (Allegro brillante in Fa maggiore) Scena II
- 14 Finale ultimo
  - Scena Madre?... non dormi? (Manrico, Azucena) (Largo in Re bemolle maggiore) Scena III
  - Duettino Sì, la stanchezza m'opprime, o figlio... (Azucena, Manrico) (Andantino in Sol maggiore) Scena III
  - Scena Che!... non m'inganna quel fioco lume?... (Leonora, Manrico)  Scena IV
  - Terzettino Parlar non vuoi?... (Manrico, Leonora, Azucena) (Andante in Sol maggiore) Scena IV
  - Scena finale Ti scosta... - Non respingermi... (Manrico, Leonora, Conte, Azucena) (Allegro assai mosso in do minore - Andante in Mi bemolle maggiore - Allegro in mi bemolle minore) Scena IV

## Organico orchestrale
L'orchestrazione di Verdi si compone di:
- 1 flauto,  1  ottavino, 2 oboi, 2 clarinetti, 2 fagotti
- 4 corni, 2 trombe, 3 tromboni, cimbasso
- timpani, grancassa, piatti, triangolo
- archi

L'opera include anche:
- martelli con incudini (all'inizio del II atto)
- organo (III atto)

Sulla scena:
- campane, tamburo, arpa, corno

## Brani famosi
- Di due figli vivea padre beato, aria di Ferrando (Atto I)
- Tacea la notte placida, aria di Leonora (Atto I)
- Vedi! le fosche notturne spoglie, coro dei gitani (Atto II)
- Stride la vampa, canzone di Azucena (Atto II)
- Condotta ell'era in ceppi aria di Azucena (Atto II)
- Il balen del suo sorriso, aria del Conte di Luna (Atto II)
- Or co' dadi ma fra poco/Squilli echeggi la tromba guerriera coro dell'esercito del conte di luna (atto III)
- Ah sì, ben mio, coll'essere, cantabile dell'aria di Manrico (Atto III)
- Di quella pira, cabaletta dell'aria di Manrico (Atto III)
- D'amor sull'ali rosee, aria di Leonora (atto IV)
- Miserere d'una alma già vicina, tempo di mezzo dell'aria di Leonora (atto IV)

## Nella cultura di massa
• In Senso di Luchino Visconti durante una rappresentazione dell'opera alla Fenice di Venezia degli spettatori iniziano a lanciare simboli inneggianti all'Italia.

## Incisioni discografiche (florilegio)
| Anno | Cantanti (Leonora, Manrico, Conte di Luna, Azucena, Ferrando)                                    | Direttore             | Etichetta           |
| ---- | ------------------------------------------------------------------------------------------------ | --------------------- | ------------------- |
| 1930 | Bianca Scacciati, Francesco Merli, Enrico Molinari, Giuseppina Zinetti, Corrado Zambelli         | Lorenzo Molajoli      | Columbia            |
| 1930 | Maria Carena, Aureliano Pertile, Apollo Granforte, Irene Minghini Cattaneo, Bruno Carmassi       | Carlo Sabajno         | La voce del padrone |
| 1939 | Gina Cigna, Jussi Björling, Mario Basiola, Gertrud Wettergren, Corrado Zambelli                  | Vittorio Gui          | Urania              |
| 1951 | Caterina Mancini, Giacomo Lauri Volpi, Carlo Tagliabue, Miriam Pirazzini, Alfredo Colella        | Fernando Previtali    | Cetra               |
| 1952 | Zinka Milanov, Jussi Björling, Leonard Warren, Fedora Barbieri, Nicola Moscona                   | Renato Cellini        | RCA                 |
| 1956 | Maria Callas, Giuseppe Di Stefano, Rolando Panerai, Fedora Barbieri, Nicola Zaccaria             | Herbert von Karajan   | EMI                 |
| 1956 | Renata Tebaldi, Mario del Monaco, Ugo Savarese, Giulietta Simionato, Giorgio Tozzi               | Alberto Erede         | Decca               |
| 1959 | Leontyne Price, Richard Tucker, Leonard Warren, Rosalind Elias, Giorgio Tozzi                    | Arturo Basile         | RCA                 |
| 1961 | Mirella Parutto, Franco Corelli, Ettore Bastianini, Fedora Barbieri, Agostino Ferrin             | Oliviero De Fabritiis | Walhall             |
| 1962 | Antonietta Stella, Carlo Bergonzi, Ettore Bastianini, Fiorenza Cossotto, Ivo Vinco               | Tullio Serafin        | Deutsche Grammophon |
| 1962 | Leontyne Price, Franco Corelli, Ettore Bastianini, Giulietta Simionato, Nicola Zaccaria          | Herbert von Karajan   | Deutsche Grammophon |
| 1964 | Gabriella Tucci, Franco Corelli, Robert Merrill, Giulietta Simionato, Ferruccio Mazzoli          | Thomas Schippers      | EMI                 |
| 1970 | Leontyne Price, Plácido Domingo, Sherrill Milnes, Fiorenza Cossotto, Bonaldo Giaiotti            | Zubin Mehta           | RCA                 |
| 1977 | Joan Sutherland, Luciano Pavarotti, Ingvar Wixell, Marilyn Horne, Nicolaj Ghiaurov               | Richard Bonynge       | Decca               |
| 1978 | Leontyne Price, Franco Bonisolli, Piero Cappuccilli, Elena Obrazcova, Ruggero Raimondi           | Herbert von Karajan   | EMI                 |
| 1980 | Katia Ricciarelli, José Carreras, Jurij Mazurok, Stefania Toczyska, Robert Lloyd                 | Colin Davis           | Decca               |
| 1984 | Rosalind Plowright, Plácido Domingo, Giorgio Zancanaro, Brigitte Fassbaender, Evgenij Nesterenko | Carlo Maria Giulini   | Deutsche Grammophon |
| 1990 | Antonella Banaudi, Luciano Pavarotti, Leo Nucci, Shirley Verrett, Francesco Ellero d'Artegna     | Zubin Mehta           | Decca               |
| 1991 | Aprile Millo, Plácido Domingo, Vladimir Černov, Dolora Zajick, James Morris                      | James Levine          | Sony                |
| 2002 | Angela Gheorghiu, Roberto Alagna, Thomas Hampson, Larissa Djadkova, Ildebrando D'Arcangelo       | Antonio Pappano       | EMI                 |
| 2004 | Andrea Bocelli, Verónica Villarroel, Elena Zaremba, Carlo Guelfi, Carlo Colombara                | Steven Mercurio       | Decca               |

## DVD & BLU-RAY (scelta)
| Anno | Cantanti (Manrico, Leonora, Conte di Luna, Azucena, Ferrando)                                | Direttore            | Etichetta           |
| ---- | -------------------------------------------------------------------------------------------- | -------------------- | ------------------- |
| 1957 | Mario Del Monaco, Leyla Gencer, Ettore Bastianini, Fedora Barbieri, Plinio Clabassi          | Fernando Previtali   | Hardy Classics      |
| 1978 | Plácido Domingo, Rajna Kabaivanska, Piero Cappuccilli, Fiorenza Cossotto, José van Dam       | Herbert von Karajan  | TDK                 |
| 1985 | Franco Bonisolli, Rosalind Plowright, Giorgio Zancanaro, Fiorenza Cossotto, Paolo Washington | Reynald Giovaninetti | Warner Music Vision |
| 1988 | Luciano Pavarotti, Éva Marton, Sherrill Milnes, Dolora Zajick, Jeffrey Wells                 | James Levine         | Deutsche Grammophon |
| 2012 | Marcelo Álvarez, Sondra Radvanovsky, Dmitrij Chvorostovskij, Dolora Zajick, Stefan Koćan     | Marco Armiliato      | Deutsche Grammophon |